# Team Ninja
Team Ninja est un studio de développement de jeux vidéo japonais autrefois dirigé par Tomonobu Itagaki qui fut fondé en 1995. Filiale de Koei Tecmo, la société est surtout connue pour les séries Dead or Alive et Ninja Gaiden.
En avril 2013, Koei Tecmo propriétaire de Team Ninja, dissout le studio en tant que tel pour le scinder en deux équipes de développement séparées : Ichigaya Development Group 1 et Ichigaya Development Group 2.

## Jeux développés
- Dead or Alive - Arcade, Saturn, PlayStation (1996)
- Dead or Alive 2 - Arcade, Dreamcast, PlayStation 2 (2000)
- Dead or Alive 3 - Xbox (2001)
- Dead or Alive Xtreme Beach Volleyball - Xbox (2003)
- Dead or Alive Ultimate - Xbox (2004)
- Ninja Gaiden - Xbox (2004)
- Ninja Gaiden Black - Xbox (2005)
- Dead or Alive 4 - Xbox 360 (2005)
- Dead or Alive Xtreme 2 - Xbox 360 (2006)
- Ninja Gaiden Sigma - PlayStation 3 (2007)
- Ninja Gaiden II - Xbox 360 (2008)
- Ninja Gaiden: Dragon Sword - Nintendo DS (2008)
- Ninja Gaiden Sigma 2 - PlayStation 3 (2009)
- Metroid: Other M - Wii (2010)
- Dead or Alive: Dimensions - Nintendo 3DS (2011)
- Ninja Gaiden Sigma Plus - PlayStation Vita (2012)
- Ninja Gaiden 3 - PlayStation 3, Xbox 360 (2012)
- Dead or Alive 5 - PlayStation 3, Xbox 360 (2012)
- Ninja Gaiden 3: Razor's Edge - Wii U (2012)
- Ninja Gaiden Sigma 2 Plus - PlayStation Vita (2013)
- Dead or Alive 5 Plus - PlayStation Vita (2013)
- Ninja Gaiden Sigma 3 - PlayStation 3 (2013)
- Yaiba: Ninja Gaiden Z - PlayStation 3, Xbox 360 (2014, co-développé avec Spark Unlimited)
- Hyrule Warriors - Wii U (2014, co-développé avec Omega Force)
- Dead or Alive 5 Last Round (2015)
- Dissidia Final Fantasy NT - Arcade (2015)
- Hyrule Warriors Legends - Nintendo 3DS (2016, co-développé avec Omega Force)
- Dead or Alive Xtreme 3 - PlayStation 4, PlayStation Vita (2016)
- Nioh - Windows, PlayStation 4, PlayStation 5 (2017)
- Fire Emblem Warriors - New Nintendo 3DS, Nintendo Switch (2017, co-développé avec Omega Force)
- Dead or Alive 6 - Windows, PlayStation 4, Xbox One (2019)
- Marvel Ultimate Alliance 3: The Black Order - Nintendo Switch (2019)
- Nioh 2 - Windows, PlayStation 4, PlayStation 5 (2020)
- Stranger of Paradise Final Fantasy Origin - Windows, PlayStation 4, PlayStation 5, Xbox One, Xbox Series (2022)
- Fire Emblem Warriors: Three Hopes - Nintendo Switch (2022, co-développé avec Omega Force)
- Wo Long: Fallen Dynasty - Windows, PlayStation 4, PlayStation 5, Xbox One, Xbox Series (2023)[2]
- Rise of the Rōnin - Windows, PlayStation 5 (2024)
- Ninja Gaiden 4 - Windows, PlayStation 5, Xbox Series (2025, co-développé avec PlatinumGames)
- Nioh 3 - Windows, PlayStation 5 (2026)